# Guidonia Montecelio
Guidonia Montecelio – miejscowość i gmina we Włoszech, w regionie Lacjum, w prowincji Rzym.
Według danych na rok 2004 gminę zamieszkiwało 68 525 osób, 867,4 os./km².

## Miasta partnerskie
- Cape Canaveral
- Kawasaki
- Kaszyra